# Panamerikanische Spiele 2019/Leichtathletik – 100 m der Frauen

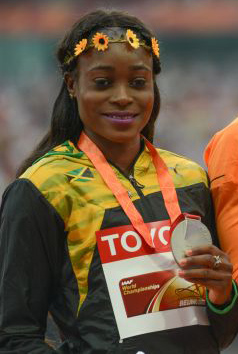
Die Siegerin Elaine Thompson (2015)

Der 100-Meter-Lauf der Frauen bei den Panamerikanischen Spielen 2019 fand am 6. und 7. August im Villa Deportiva Nacional in der peruanischen Hauptstadt Lima statt.
22 Läuferinnen aus 17 verschiedenen Ländern traten zu den Läufen an. Die Goldmedaille gewann Elaine Thompson nach 11,18 s, Silber ging an Michelle-Lee Ahye mit 11,27 s und die Bronzemedaille gewann Vitória Cristina Rosa mit 11,30 s.

## Rekorde
Vor dem Wettbewerb galten folgende Rekorde:
| Weltrekord        | Florence Griffith-Joyner | 10,49 s | U.S Olympic Trials in Indianapolis, USA    | 16. Juli 1988 |
| Rekord der Spiele | Barbara Pierre           | 10,92 s | Panamerikanische Spiele in Toronto, Kanada | 21. Juli 2015 |

## Halbfinale
Aus den drei Halbfinalläufen qualifizierten sich die jeweils zwei Ersten jedes Laufes – hellblau unterlegt – und zusätzlich die zwei Zeitschnellsten – hellgrün unterlegt – für das Finale.

### Lauf 1
6. August 2019, 15:00 Uhr

Wind: +0,3 m/s
| Platz | Bahn | Athletin                | Land                | Zeit (s) |
| ----- | ---- | ----------------------- | ------------------- | -------- |
| 1     | 3    | Michelle-Lee Ahye       | Trinidad und Tobago | 11,37    |
| 2     | 5    | Natasha Morrison        | Jamaika             | 11,59    |
| 3     | 2    | Leya Buchanan           | Kanada              | 11,70    |
| 4     | 6    | Halle Hazzard           | Grenada             | 11,70    |
| 5     | 4    | Franciela Krasucki      | Brasilien           | 11,87    |
| 6     | 8    | María Victoria Woodward | Argentinien         | 12,01    |
| 7     | 7    | Hilary Gladden          | Belize              | 12,19    |

### Lauf 2
6. August 2019, 15:08 Uhr

Wind: −0,4 m/s
| Platz | Bahn | Athletin              | Land                | Zeit (s) |
| ----- | ---- | --------------------- | ------------------- | -------- |
| 1     | 6    | Elaine Thompson       | Jamaika             | 11,36    |
| 2     | 5    | Vitória Cristina Rosa | Brasilien           | 11,40    |
| 3     | 7    | Kelly-Ann Baptiste    | Trinidad und Tobago | 11,49    |
| 4     | 9    | Andrea Purica         | Venezuela           | 11,64    |
| 5     | 2    | Yunisleydis García    | Kuba                | 11,66    |
| 6     | 3    | Brianne Bethel        | Bahamas             | 11,76    |
| 7     | 4    | Ariel Jackson         | Barbados            | 12,31    |
| 8     | 8    | Triana Alonso         | Peru                | 12,38    |

### Lauf 3
6. August 2019, 15:16 Uhr

Wind: −1,1 m/s
| Platz | Bahn | Athletin          | Land                    | Zeit (s) |
| ----- | ---- | ----------------- | ----------------------- | -------- |
| 1     | 5    | Crystal Emmanuel  | Kanada                  | 11,48    |
| 2     | 8    | Ángela Tenorio    | Ecuador                 | 11,49    |
| 3     | 6    | Twanisha Terry    | Vereinigte Staaten      | 11,59    |
| 4     | 3    | Marileidy Paulino | Dominikanische Republik | 11,84    |
| 5     | 2    | Tristan Evelyn    | Barbados                | 11,89    |
| 6     | 7    | Brenessa Thompson | Guyana                  | 11,96    |
| 7     | 4    | Shenel Crooke     | St. Kitts und Nevis     | 12,36    |

## Finale
7. August 2019, 16:40 Uhr

Wind: −0,6 m/s
| Platz | Bahn | Athletin              | Land                | Zeit (s) |
| ----- | ---- | --------------------- | ------------------- | -------- |
|       | 5    | Elaine Thompson       | Jamaika             | 11,18    |
|       | 6    | Michelle-Lee Ahye     | Trinidad und Tobago | 11,27    |
|       | 4    | Vitória Cristina Rosa | Brasilien           | 11,30    |
| 4     | 8    | Ángela Tenorio        | Ecuador             | 11,34    |
| 5     | 3    | Twanisha Terry        | Vereinigte Staaten  | 11,37    |
| 6     | 9    | Natasha Morrison      | Jamaika             | 11,40    |
| 7     | 7    | Crystal Emmanuel      | Kanada              | 11,41    |
| 8     | 2    | Kelly-Ann Baptiste    | Trinidad und Tobago | 11,50    |